# Triphoturus nigrescens
Triphoturus nigrescens és una espècie de peix de la família dels mictòfids i de l'ordre dels mictofiformes.

## Morfologia
- Els mascles poden assolir 4 cm de longitud total.
- Nombre de vèrtebres: 33-35.[5]

## Reproducció
És ovípar amb larves i ous planctònics.

## Hàbitat
És un peix marí i d'aigües profundes que viu entre 100-1.000 m de fondària.

## Distribució geogràfica
Es troba a l'Índic, l'Atlàntic sud-oriental (8°N-15°S), el Pacífic (30°N-30°S) i el Mar de la Xina Meridional.